# PK Carsport
PK Carsport également connue sous les noms GLPK Carsport, Carsport Holland ou simplement Carsport, est une écurie belgo-néerlandaise de sport automobile créée par Paul Kumpen.

## Historique

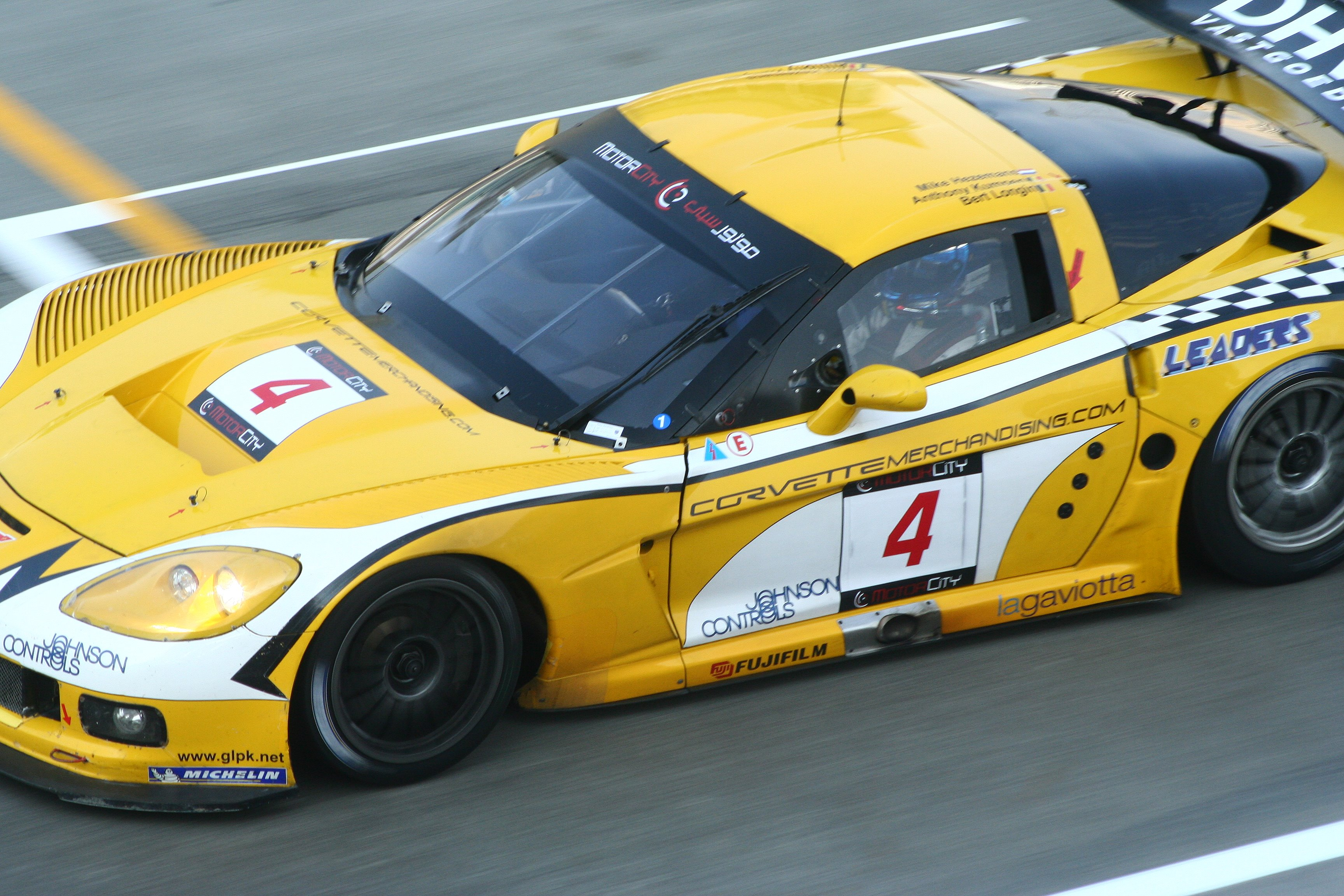
La Chevrolet Corvette C6.R no 4 de l'écurie, lors du Motorcity 500 2006.

En mars 2005, l'écurie annonce qu'elle participera au championnat FIA GT avec Chevrolet Corvette C5-R. Pour le pilote belge Bert Longin, la Corvette C5-R sera une voiture très performante : « Cette Corvette est équipée des derniers développements de 2004. Cela signifie que la voiture est équipée de la dernière boîte de vitesses séquentielle X-Trac, ainsi que de la dernière évolution du moteur et du meilleur package aérodynamique. Avec une telle voiture, je suis sûr que nous sommes une équipe redoutable pour le titre dans le championnat FIA GT 2005. La voiture a déjà remporté tout ce à quoi il a participé. Que ce soit dans le championnat ALMS ou au Mans. C'est la première fois que la Corvette C5-R participe au championnat FIA GT. Nous avons toute confiance dans un bon résultat. Encore plus, même. Je vois la Corvette C5-R comme le seul digne adversaire de la Maserati MC12 ». L'équipe est soutenue par Cadillac & Corvette Europe ainsi que par Pirelli.
Le pilote Anthony Kumpen semble impatient de faire équipe avec le manufacturier italien : « Il est inestimable que vous ayez le soutien d'un tel fabricant de pneus au niveau européen. Après Monza, plusieurs sessions de test sont déjà prévues, ce qui devrait nous permettre de maîtriser rapidement la Corvette. Ce que je peux déjà dire avec certitude, c’est que la voiture a un potentiel énorme, ce qui est une grande motivation pour tout le monde. Je pense que nous sommes au début d'une aventure fantastique. Vous pouvez être sûr que nous avons une équipe avec GLPK Carsport qui peut conduire cette fantastique voiture à la limite et nous permettre en tant que coureurs de gagner des manches ».

### Victoire aux 24 Heures de Spa avec Phoenix Racing
En mai 2007, à l'occasion du RAC Tourist Trophy, la Chevrolet Corvette C6.R de l'équipe, pilotée par Jean-Denis Delétraz et Mike Hezemans prend la pole position. En juillet, Carsport Holland remporte les 24 Heures de Spa au classement général après cinq-cent-trente-deux tours de piste. La Corvette C6.R no 5 pilotée par Jean-Denis Delétraz, Mike Hezemans, Marcel Fässler et Fabrizio Gollin l'emporte avec  1 min 17 s 756 d'avance sur la Maserati MC12 GT1 no 1 de Vitaphone Racing,. La Corvette C5-R engagée sous le nom PK Carsport et pilotée par Anthony Kumpen, Bert Longin, Kurt Mollekens et Frédéric Bouvy, termine la course à la troisième place en étant partie huitième. En décembre, l'équipe annonce qu'elle engagera une Saleen S7-R en lieu et place de la Corvette C5-R pour la saison 2008 de championnat FIA GT.
En février 2008, en association avec Phoenix Racing, l'équipe annonce qu'elle souhaite engager une deuxième Chevrolet Corvette C6.R en championnat FIA GT.

### Nouvelle victoire aux 24 Heures de Spa
Fin mars 2009, l'écurie annonce que Anthony Kumpen et Mike Hezemans sont titularisés dans le baquet de la Chevrolet Corvette C6.R. En juillet, PK Carsport remporte les 24 Heures de Spa. L'équipage composée de Anthony Kumpen, Kurt Mollekens, Mike Hezemans et Jos Menten franchitt la ligne avec onze tours d'avance sur la Maserati MC12 GT1 de Vitaphone Racing Team. Fin novembre, PK Carsport gagne la manche d'Oschersleben qui a lieu sous la pluie.
Fin octobre 2014, PK Carsport remporte le « Prix Déco/LePlan-Vermeersch » organisé dans le cadre du championnat de Belgique de Grand Tourisme. Un jury octroie la plus belle décoration du championnat à l'Audi R8 LMS Ultra de PK Carsport.